# Срђан Васиљевић
Срђан Васиљевић (Београд, 1. април 1973) српски је фудбалски тренер и бивши фудбалер.

## Каријера
Рођен је 1. априла 1973. године у Београду. Играо је у млађим категоријама београдске Црвене звезде. Затим је играо за Раднички Београд, Борац Чачак (два пута), Обилић, Рад и Сартид Смедерево, а након тога је отишао у иностранство. Почетком 2001. године потписао је уговор са румунским клубом Динамо из Букурешта. Играо је 2002. за казахстанског премијерлигаша Каират, те наступио на девет првенствених утакмица те године. Такође је два пута наступио у Купу УЕФА сезоне 2002/03.

## Тренер
Након завршетка играчке каријере посветио се тренерском послу. Радио је у српским клубовима Јавор Ивањица (у два наврата), Чукарички и БСК Борча. Био је помоћник селектора Владимира Петровића и Радована Ћурчића у фудбалској репрезентацији Србије. У децембру 2017. постављен је за селектора Анголе. Остварио је успех са Анголом и успео да се пласира на Афрички куп нација 2019. године. Напустио је клупу репрезентације Анголе у августу 2019. године.
У лето 2021. постављен је за шефа стручног штаба анголског клуба Примеиро де Агосто.

## Успеси
- Динамо Букурешт
  - Куп Румуније: 2001.